# Ouacha
Ouacha ou Wacha est une localité et une commune rurale du Niger, département de Magaria, région de Zinder.

## Géographie
La localité de Ouacha est située au nord-est du chef-lieu départemental Magaria. 
| Mirriah | Hamdara |        |
| Gouna   | Ouacha  | Gouchi |
|         | Dungass |        |

## Histoire
La commune rurale de Ouacha instaurée en 2002, est issue du canton de Ouacha.

## Population
Lors du recensement général de 2012, la population communale est relevée à 93 492 habitants, dont 5 162 habitants pour la localité principale.

## Localités
La commune s'étend sur 69 villages, 125 hameaux et deux camps au nord du département de Magaria.

## Services et infrastructures
- Centre de Santé Intégré (CSI) à Ouacha, Bakafa et Marékou[5].
- Collège d'enseignement général franco arabe (CEG FA) à Ouacha.
- Centre de formation des métiers (CFM) à Ouacha.